# Tschechow-Museum Jalta
Das Tschechow-Museum Jalta, auch Die weiße Datsche (russisch Дом-музей А. П. Чехова в Ялте, Dom-musei A. P. Tschechowa w Jalte), ist das Haus in der Jaltaer Kirowstraße 112.

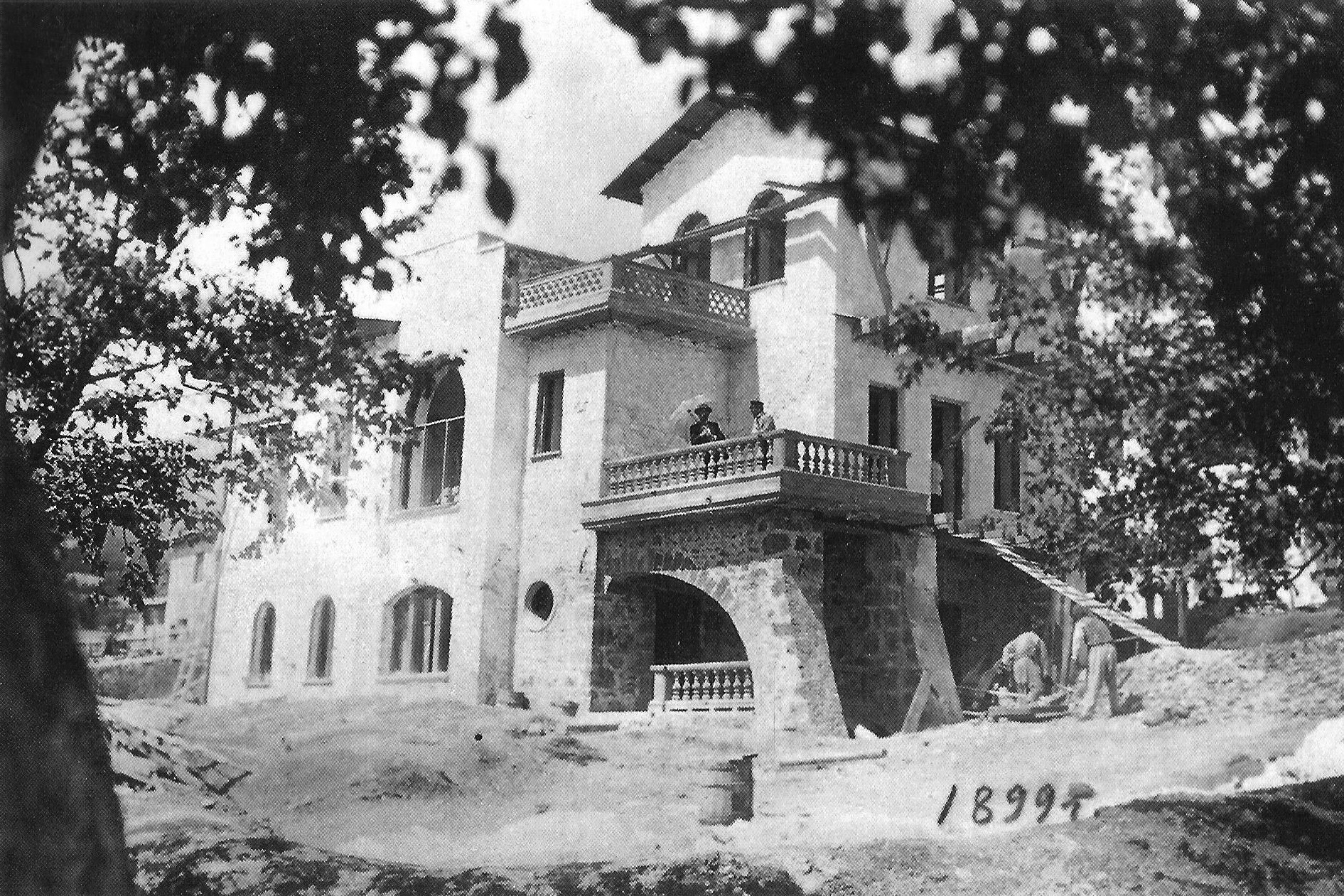
Das Jaltaer Tschechow-Haus (1899).

## Anton Tschechow

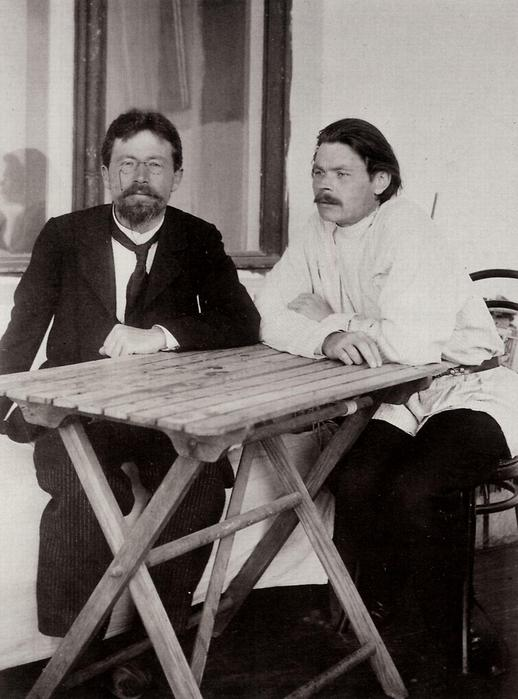
Gorki besucht Tschechow in der Weißen Datsche (1900)

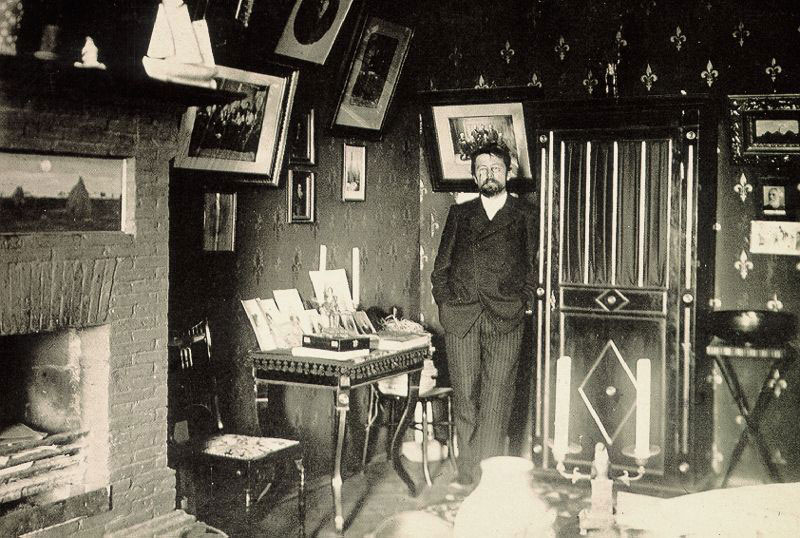
Anton Tschechow in seinem Jaltaer Haus

Anton Tschechow war im Juli 1888 auf dem Wege nach Feodossija zum ersten Mal in Jalta gewesen. Im Sommer 1889 verbrachte er drei Wochen in der Stadt und arbeitete an seiner Langweiligen Geschichte. 1894 stieg der Schriftsteller im Jaltaer Hotel Russland ab. Nach dem Erfolg seines Stückes Die Möwe ließ Tschechow seine Weiße Datsche 1898/1899 innerhalb eines reichlichen dreiviertel Jahres von dem Jaltaer Stadtarchitekten Lew Schapowalow erbauen und zog am 9. September 1899 zusammen mit seiner Schwester Maria (1863–1957) und seiner Mutter ein. Der Schriftsteller lebte dort bis zum 1. Mai 1904. An bedeutenden Werken schuf Tschechow in jenen viereinhalb Jaltaer Jahren die beiden Stücke Drei Schwestern und Der Kirschgarten sowie die Erzählungen Seelchen, In der Schlucht, Die Dame mit dem Hündchen und Der Bischof. Er heiratete 1901 Olga Knipper. Die Schauspielerin, engagiert am Moskauer Kunsttheater, verbrachte die Sommer in der Weißen Datsche.
Der passionierte Gärtner Anton Tschechow setzte auf seinem Anwesen Dutzende junger Bäume – Maulbeeren, Kirschen, Mandelbäume, Zypressen, Zitronenbäume, Akazien und Birken. Seine Hunde hatten in dem Gelände Auslauf. Zahme Kraniche kamen hinzu.

## Maria Pawlowna Tschechowa
Anton Tschechow, der Jalta im Frühjahr 1904 verließ, vermachte seiner einzigen Schwester Maria das Anwesen in einem Brief vom 3. August. Noch zu Lebzeiten des Bruders zeigte Maria das Haus interessierten Touristen. Sie konnte keine Veränderung an der Inneneinrichtung ertragen. Bis in das unruhige Jahr 1917 sicherte Maria die Winter über den Nachlass des Bruders. Die Mutter, am 3. Januar 1919 verstorben, wurde in Jalta begraben. Maria wurde die erste Direktorin des Tschechow-Museums Jalta und unternahm 1921 zur Sicherung des Archivs ihres Bruders eine gefahrenvolle Reise nach Moskau. In der mehrwöchigen Zugreise dorthin musste sie zum Beispiel unterwegs den Vertretern des emporgekommenen Proletariats erklären, wessen Schwester sie war, um nicht als Angehörige der Bourgeoisie aus dem Zug geworfen zu werden. 1928 wurde die Weiße Datsche komplett restauriert.
Marias jüngerer Bruder Michail (1865–1936) zog später bei ihr in Jalta ein und half bei der Katalogisierung des Inventars. Die Geschwister lebten jeweils bis zu ihrem Tode in dem Hause und wurden an der Seite der Mutter beerdigt. Maria starb am 15. Januar 1957. Sie wurde 94 Jahre alt und überlebte immerhin in der Weißen Datsche 1927 ein Erdbeben, vom 8. November 1941 bis zum 16. April 1944 die Besatzung der Wehrmacht in Jalta und als deutsches „Abschiedsgeschenk“ anno 1944 einen Angriff der Luftwaffe.

## Besucher
Bekannte Besucher waren zum Beispiel Leo Tolstoi, Fjodor Schaljapin, Sergei Rachmaninow, Maxim Gorki sowie in neuerer Zeit Leonid Kutschma und Wladimir Putin.